# Letafet, Orhaneli
Letafet là một xã thuộc huyện Orhaneli, tỉnh Bursa, Thổ Nhĩ Kỳ. Dân số thời điểm năm 2011 là 146 người.